# Lovoleto
Lovoleto (Al Vulàt in dialetto bolognese) è una frazione italiana appartenente al comune di Granarolo dell'Emilia, nella Città metropolitana di Bologna.

## Storia
La storia di Lovoleto è ben antica. Infatti sono stati trovati documenti notarili e rogiti risalenti al X ed XI secolo.
Prima dell'età comunale, periodo in cui le pievi e le parrocchie erano quasi gli unici centri amministrativi, a Lovoleto vi era un centro di amministrazione politico che governava tutta la zona circostante, incluso San Marino di Bentivoglio un tempo citato, appunto, come San Marino di Lovoleto e Viadagola, con la sua chiesa di San Vittore chiamata di Lovoleto.

## Monumenti e luoghi d'interesse
Lovoleto è notevole, nel suo comune, per gli oratori posti nella frazione e gli affreschi della sua chiesa.
La chiesa parrocchiale di Lovoleto è dedicata a San Mamante, che viene festeggiato, non il 17 agosto (come da calendario), bensì la domenica più vicina al 1º settembre, giorni in cui si svolge la festa paesana.
Gli affreschi sono un secolo più recenti della ricostruzione della chiesa risalente al XVIII secolo.
Gli oratori della frazione sono due: l'oratorio di Sant'Antonio da Padova e quello dedicato alla Santa Croce, posto nell'antica località denominata Bolognino (nome preso dall'unica via che la attraversa che assunse tale nome dalla persona che fece costruire il sopra citato oratorio).